# Lätta
Lätta är ett varumärke för bordsmargarin som ägs av Upfield. De nordiska Lätta-produkterna har historiskt producerats i Helsingborg, men kommer framöver att produceras utomlands följande ett beslut att flytta produktionen utomlands.

## Historia
Lätta introducerades i Sverige år 1984. En föregångare till Lätta var lättmargarinet Linnea som lanserats 1972. Till skillnad mot Linnea innehöll Lätta skummjölk för att bättra på konsistensen.
Margarinbolaget började lanseringen i Stockholmsregionen i april 1984. Som lanseringsslogan använde man "Har du bestämt dig för att inte bli fet?" i en kampanj utformad av Brindfors Annonsbyrå.

### Palmolja
Under 2021 ändrade Upfield receptet på Lätta Original och Lätta Extrasaltat genom att plocka bort palmoljan. Sedan palmoljan har tagits bort har mängden rapsolja ökat, och det nya palmoljefria receptet består nu av en blandning av de växtbaserade oljorna rapsolja (26%), kokosolja (10%) och solrosolja (5%).

## Sortiment
Lätta finns i fyra olika varianter, Lätta (39 % fett), Mini-Lätta (28 % fett), Lätta Extrasaltat (40 % fett) samt Lätta med Yoghurt (28 % fett) och säljs i åtta europeiska länder.  

## Ingredienser
Lätta Original (39 % fett): Vatten, vegetabilisk olja (rapsolja 26 % kokosolja 10 %, solrosolja 5 %), kärnmjölk (5 %), modifierad stärkelse, salt (1,5 %), emulgeringsmedel (mono- och diglycerider av vegetabiliska fettsyror, solroslecitin), konserveringsmedel (kaliumsorbat), surhetsreglerande medel (mjölksyra), aromämne, D-vitaminer och färgämne (karotener).
Lätta Mini (28 % fett): Vatten, vegetabiliska oljor (palmolja# och rapsolja 12 %), kärnmjölk (5 %), gelatin, modifierad stärkelse, salt (1,6 %), emulgeringsmedel (polyglycerolpolyricinoleat, mono- och diglycerider av vegetabiliska fettsyror, solroslecitin), konserveringsmedel (kaliumsorbat), surhetsreglerande medel (citronsyra), aromämne, A- och D-vitamin.
Lätta Extrasaltat (40 % fett): Vatten, vegetabilisk olja (rapsolja 26 % kokosolja 10 %, solrosolja 5 %), kärnmjölk (5 %), modifierad stärkelse, salt (1,8 %), emulgeringsmedel (mono- och diglycerider av vegetabiliska fettsyror, solroslecitin), konserveringsmedel (kaliumsorbat), surhetsreglerande medel (mjölksyra), aromämne, D-vitaminer och färgämne (karotener).